# Powrót Godzilli (film 1999)
Powrót Godzilli (jap. ゴジラ2000 ミレニアム Gojira 2000: Mireniamu) – japoński film typu kaijū w reżyserii Takao Okawary z 1999 roku. Dwudziesty trzeci film z serii o Godzilli. Także pierwszy film z trzeciej podserii tzw. Millennium. Powstał na bazie sukcesu komercyjnego amerykańskiej wersji Godzilli w japońskich kinach. Pierwszy film, w którym w rolę potwora wcielił się kaskader Tsutomu Kitagawa.

## Fabuła
Tzw. Grupa Obserwatorów Godzilli pod dowództwem naukowca Shinody stara się śledzić każdy ruch Godzilli. Celem grupy jest zbadanie natury i motywów działania potwora. Na ich drodze staje Katagiri, szef Agencji Bezpieczeństwa Narodowego, który chce uśmiercić Godzillę. Żyjący w głębinach morskich u wybrzeży Japonii Godzilla budzi się wskutek trzęsienia ziemi i wychodzi na ląd w pobliżu miasta Nemuro. Niszczy wszystko, co napotka na swej drodze. Shinoda wraz ze swoją córką Io i dziennikarką Yuko podąża jego śladem. Z morza wynurza się także niezidentyfikowany obiekt latający, który spoczywał tam od 6 tys. lat. UFO wysyła w kierunku Godzilli silne impulsy elektryczne, które ranią potwora. Godzilla ustępuje z pola walki, a tymczasem UFO zmierza w kierunku tokijskiej dzielnicy Shinjuku, gdzie przekształca się w monstrum podobne do Godzilli. Właśnie tam dojdzie do ostatecznego pojedynku gigantów.

## Obsada
- Takehiro Murata – Yuji Shinoda
- Hiroshi Abe – Mitsuo Katagiri
- Naomi Nishida – Yuki Ichinose
- Mayu Suzuki – Io Shinoda
- Shirō Sano – prof. Shirō Miyasaki
- Tsutomu Kitagawa – Godzilla
- Makoto Ito – Orga

## Recenzje
Magazyn filmowy "Cinema" pozytywnie ocenił film dając mu ocenę 80%. Określił jako "smakowity kąsek dla widzów wychowanych na starych filmach wytwórni Toho" i jako dobrą alternatywę dla tych, co rozczarował film Rolanda Emmericha.